# تومي ويد
تومي ويد (بالإنجليزية: Tommy Wade) هو لاعب كرة قدم أمريكية أمريكي، ولد في 23 مارس 1942 في هندرسون في الولايات المتحدة.

## وصلات خارجية
- تومي ويد على موقع مرجع كرة القدم المحترفة.كوم (الإنجليزية)
- تومي ويد على موقع كلية كرة القدم في سبورتس رفرنس.كوم (الإنجليزية)